# Marano Lagunare
Marano Lagunare (Maran in friulano ed in veneto) è un comune italiano di 1 683 abitanti del Friuli-Venezia Giulia.

## Storia
Abitata già in epoca romana, il nome “Marano” è riferito a un’antica gens, probabilmente una di quelle inviate da Roma ad Aquileia a rafforzare la colonizzazione dell'agro aquileiese dopo il 169 a.C.. La gens da cui praedium Mariani, cioè "fondo o podere di Mario", è ancor oggi ricordata dall’antica piazzetta centrale Marii. Il nome Mariano durò a lungo, tanto che lo troviamo citato sia nel primo documento riguardante Marano (la notizia del Sinodo, da Paolo Diacono nella Historia Langobardorum), come in un documento del 1239. Fu sede del sinodo del 590, che sancì lo scisma tricapitolino da parte del patriarca di Aquileia e della sua provincia ecclesiastica.  Per essere in grado di ospitare un simile evento, doveva essere presente una comunità cristiana già fiorente con le strutture adatte per accogliere i partecipanti. L’aggiunta "lagunare" è novecentesca. L'origine romana è confermata da resti archeologici trovati in laguna, conservati al Museo del Castello di Udine e al Museo Municipale di Marano, dove esiste una interessante raccolta.
Assoggettata ad Aquileia fin dalla prima metà dell'XI secolo, la località fu contesa dal Sacro romano impero e da Venezia nei primi decenni del Cinquecento. Passò definitivamente sotto il dominio della Serenissima nel 1543 sotto il dominio del doge Pietro Lando, fino al Trattato di Campoformio.
Dopo il Congresso di Vienna e l'assegnazione al Regno Lombardo-Veneto, nel 1866 il comune entra a far parte del Regno d'Italia. Della fine dell'Ottocento datano vari progetti - tutti abortiti - per trasformare Marano in uno scalo marittimo d'importanza adriatica (Rinaldo Olivotto, Riccardo Fabris).

### Simboli
Lo stemma e il gonfalone del comune di Marano Lagunare sono stati concessi con decreto del presidente della Repubblica del 18 aprile 2011.
Il gonfalone è un drappo di giallo.

## Monumenti e luoghi d'interesse

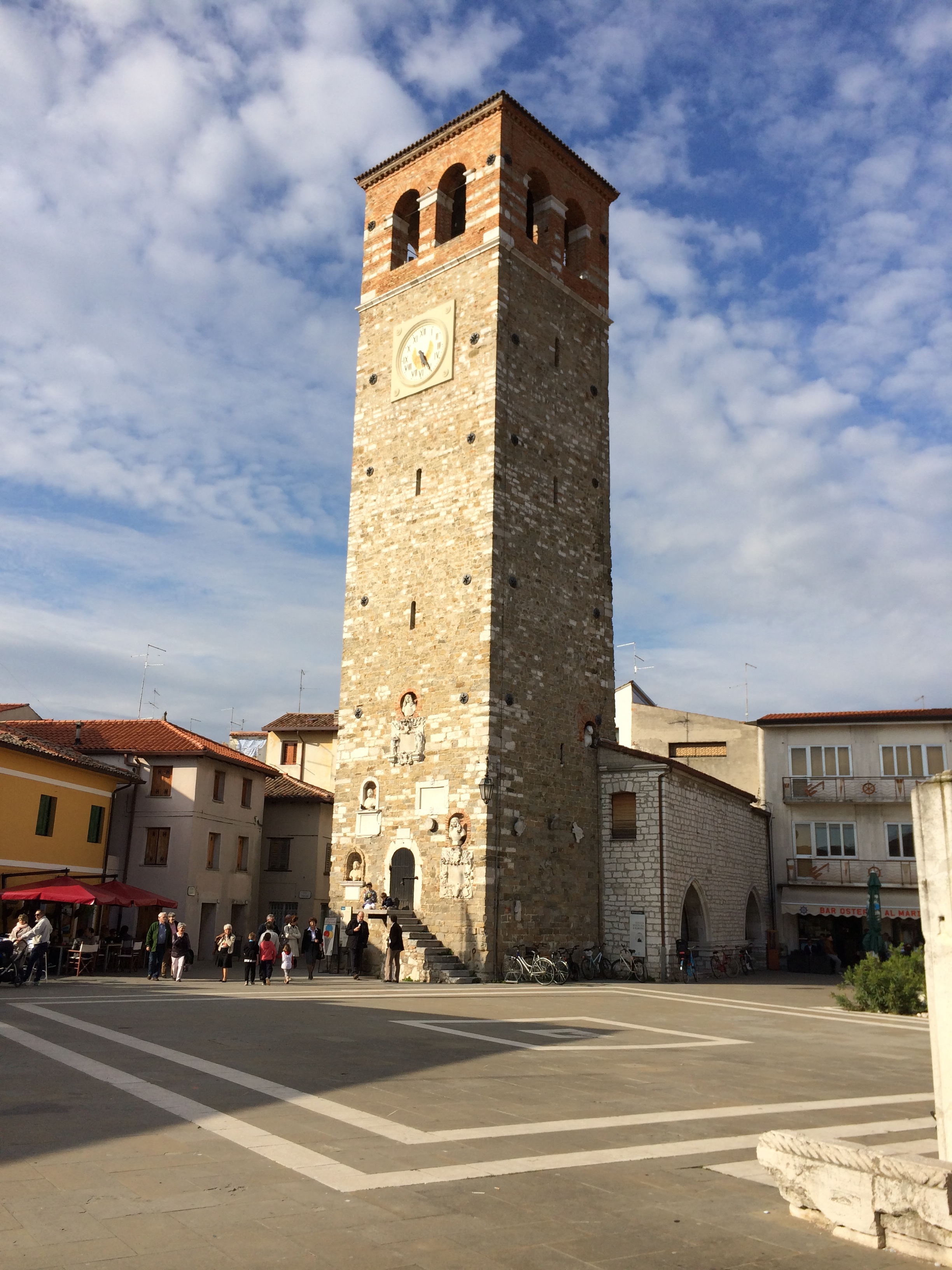
La Torre Millenaria.

Soggetta alla Repubblica di Venezia per quasi 400 anni, il borgo storico marinaro di Marano Lagunare è orgoglioso di questo passato che si percepisce ancora: nell’aspetto del centro storico, nel dialetto maranese, nell’economia che assegna alla pesca un ruolo economico e culturale, nella gastronomia tipicamente marinara.
A Marano Lagunare troviamo ancora oggi tantissimi edifici dell'epoca della Serenissima, ed il più importante è la Loggia Maranese, una loggia chiusa con bugnato in pietra d'Istria, dove la comunità si riuniva. Un tempo sopra di essa sorgeva il Palazzo Comunale, sede delle principali decisioni, crollato nel Settecento per scarsa manutenzione. Accanto alla Loggia si osserva la cosiddetta Torre Millenaria, alta 32 metri, di cui si hanno le prime notizie nel 1066.
È probabile che in principio fosse stata una torre d'avvistamento. Tutti i suoi lati sono ornati da busti di vari provveditori del paese. La Torre è stata gravemente danneggiata dal terremoto del 1976, e la parte superiore è stata ricostruita. Sulla stessa piazza si affaccia infine il Palazzo dei Provveditori, abitazione dei governatori della fortezza, oggi ospitante una mostra di oggettistica.

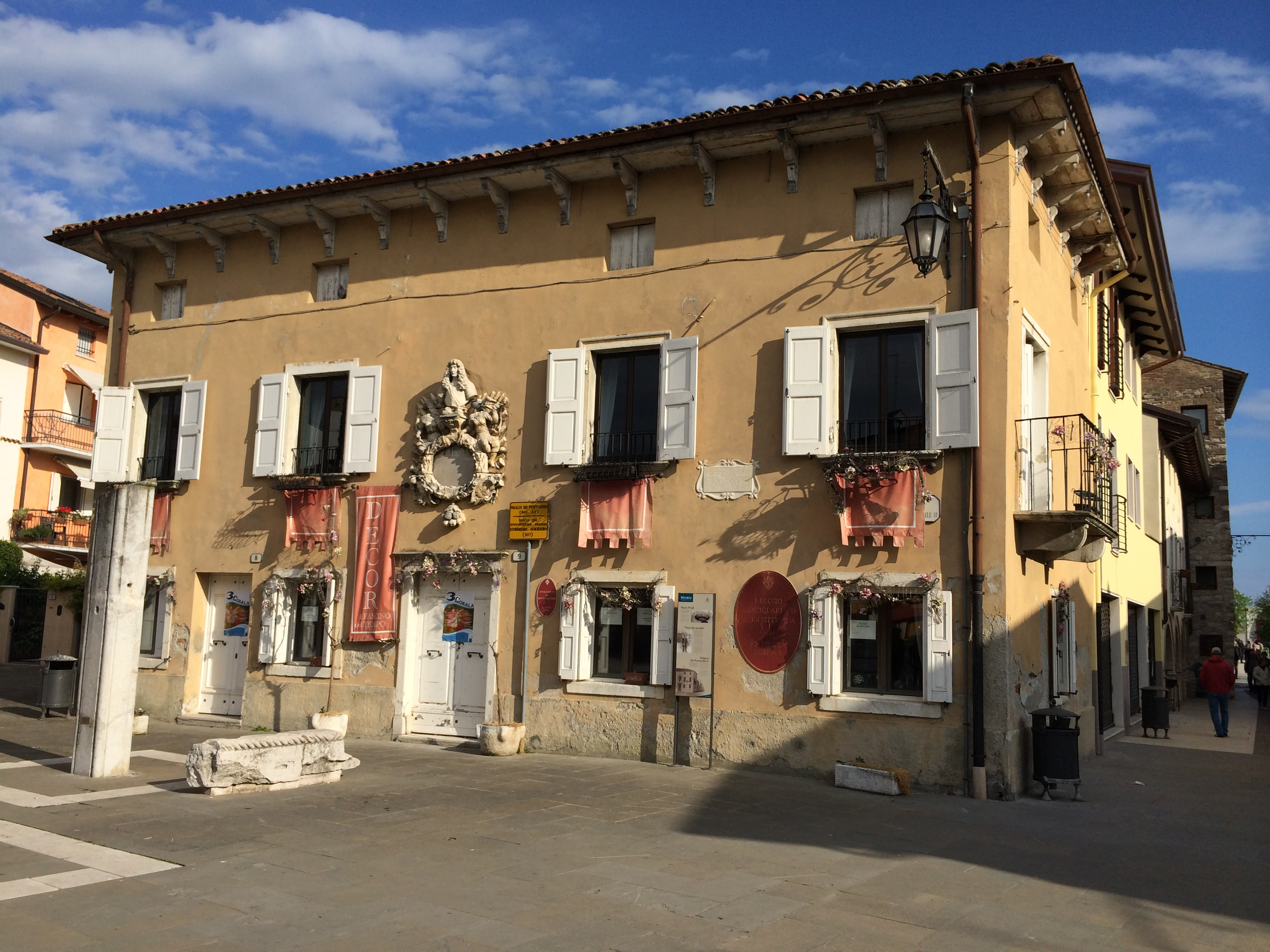
Palazzo dei Provveditori.

Anticamente tutto il paese era circondato da un sistema di mura, abbattute nell'Ottocento, di cui oggi rimangono solo Il Bastione di Sant'Antonio (su cui è poi sorta la fabbrica "Maruzzella" tonno) e pochi altri frammenti. La chiesa parrocchiale, situata in via Sinodo e dedicata a San Martino, venne costruita nel Settecento. In essa erano custoditi anche dei reliquiari con presunti resti di San Vito, patrono cittadino, rubati durante la prima guerra mondiale. Poco più distante dal centro c'è invece la chiesa della Madonna della Salute.
Riserva naturale Valle Canal Novo
L'Area protetta è una ex valle (deriva dal latino vallum = argine) che era utilizzata per l'allevamento ittico; si presenta ora come un'area lagunare, con specchi d'acqua e barene (formazioni della laguna che raramente vengono sommerse dalle acque). Le arginature perimetrali impediscono il ciclo delle maree. Due chiuse consentono di regolare il livello dell'acqua collegando la valle con la laguna. La valle non riceve apporti d'acqua dolce ma solamente attraverso le precipitazioni meteoriche e tre pozzi artesiani. Varie specie di ospiti popolano la Valle Canal Novo,le più numerose sono le appartenenti alla classe degli uccelli specie legate all'acqua. Nella riserva è funzionante il centro visite lagunare. Le specie più facilmente osservabili sono: Cigno reale, Cigno selvatico, Oca grigia (o selvatica), Volpoca, Alzavola, Germano reale, Codone, Marzaiola, Mestolone, Moriglione, Moretta.
http://www.parks.it/riserva.valle.canal.novo/index.php
Il Museo Archeologico della Laguna contiene testimonianze dell'area lagunare e offre la possibilità di conoscere la storia millenaria di un territorio sospeso tra mare e terra che per secoli ha avuto una funzione di passaggio di merci e un punto di incontro di culture tra il mare Adriatico e l'Europa continentale. 
https://www.museolaguna.it/

## Società

### Evoluzione demografica
Abitanti censiti

### Lingue e dialetti
Oltre alla lingua italiana, nel territorio di Marano Lagunare non sono riconosciute altre lingue ufficiali.
Ancor oggi viene parlato a Marano Lagunare un dialetto veneto di tipo arcaico che presenta una certa affinità con il graisàn. Il dialetto parlato è chiamato maranese, e ha somiglianze col gradese e con il veneziano.

### Tradizioni e folclore
Porto peschereccio, vi viene celebrata ogni anno, nel mese di giugno, una suggestiva processione in barca in onore di San Vito, patrono della laguna di Marano.
Ogni tre anni, il 15 agosto, la statua della Beata Vergine della Salute viene portata processionalmente al molo, per essere posta su una barca che si dirige alla chiesetta del cimitero: da qui, a tarda sera, l'immagine sacra, posta nuovamente sulla barca, fa ritorno alla parrocchiale.

## Amministrazione

### Sindaci dal 1995
| Durata mandato | Durata mandato | Primo cittadino     | Partito      | Carica  | Note |
| -------------- | -------------- | ------------------- | ------------ | ------- | ---- |
| 1995           | 2009           | Graziano Pizzimenti | Lista civica | Sindaco |      |
| 2009           | 2014           | Mario Cepile        | Lista civica | Sindaco |      |
| 2014           | 2019           | Devis Formentin     | Lista civica | Sindaco |      |
| 2019           | in carica      | Mauro Popesso       | Lista civica | Sindaco |      |

### Gemellaggi
- Schweighouse-sur-Moder